# Kasteel van Vissec
Het Kasteel van Vissec (Frans: Château de Vissec) is een kasteel in de Franse gemeente Vissec.